# Тривисмутид никеля
Тривисмутид никеля — бинарное неорганическое соединение
никеля и висмута
с формулой NiBi3,
кристаллы.

## Получение
- Сплавление стехиометрических количеств чистых веществ:

{\displaystyle {\mathsf {Ni+3Bi\ {\xrightarrow {469^{o}C}}\ NiBi_{3}}}}

## Физические свойства
Тривисмутид никеля образует кристаллы 
ромбической сингонии,
параметры ячейки a = 0,8879 нм, b = 0,40998 нм, c = 1,1483 нм, Z = 4
.
При 4,05 К происходит переход в сверхпроводящее состояние
.

## Химические свойства
- Разлагается при нагревании:

{\displaystyle {\mathsf {NiBi_{3}\ {\xrightarrow {>469^{o}C}}\ NiBi+2Bi}}}